# 渡部雅浩
渡部 雅浩（わたなべ まさひろ、1971年 - ） は、日本の気象学者、気候科学者。東京大学大気海洋研究所気候システム研究系教授、東京大学気候と社会連携研究機構副機構長。神奈川県生まれ。日本気象学会山本賞、日本気象学会賞、日本地球惑星科学連合西田賞受賞。2024年文部科学省大臣表彰（研究部門）。クラリベイト・アナリティクスによる高頻度引用研究者（cross field）に2018, 2020, 2021, 2023年選出されている。IPCC第1作業部会第6次評価報告書主執筆者。

## 人物・経歴
1971年神奈川県生まれ。1990年神奈川県立湘南高等学校卒業。1995年東京都立大学理学部地理学科卒業。1997年日本学術振興会特別研究員。2000年東京大学大学院理学系研究科地球惑星物理学専攻博士課程修了、博士（理学）、科学技術振興事業団客員研究員。2001年ハワイ大学客員研究員。
2002年北海道大学大学院地球環境科学研究科大気海洋圏環境科学専攻助教授。2005年北海道大学大学院地球環境科学研究院地球圏科学部門大気海洋物理学分野助教授。2007年東京大学気候システム研究センター准教授、気象庁異常気象分析検討委員会作業部会長。2010年東京大学大気海洋研究所准教授。
2012年気象庁気候問題懇談会検討部会委員。2013年気象庁異常気象分析検討委員会委員。2016年東京大学大気海洋研究所教授、日本気象学会理事、国土交通省交通政策審議会交通体系分科会環境部会委員、気象庁数値予報モデル開発懇談会委員。2022-2024年東京大学総長特任補佐（産学協創・社会連携推進、イノベーションコリドー推進）。専門は気象学、気候力学。

## 著作
- 『地球温暖化: そのメカニズムと不確実性』（分担執筆）朝倉書店 2014年
- 『絵でわかる地球温暖化』講談社 2018年
- 『地球・惑星・生命』(分担執筆) 日本地球惑星科学連合編 東京大学出版会 2020年
- 『素朴な疑問VS東大 「なぜ？」から始まる学術入門』(分担執筆) 東京大学広報室(編） KADOKAWA 2023年
- 『気候変動と社会ー基礎から学ぶ地球温暖化問題ー』(編集執筆) 東京大学気候と社会連携研究機構(編） 東京大学出版会 2024年

### 監修
- 『文系のためのめっちゃやさしい天気 : 理科が苦手な人でも、どんどん楽しく読める! : 知識ゼロから読めちゃう超入門書！』ニュートンプレス 2021年

### 監訳
- アンドリュー・レブキン, リサ・メカリー著『天気と気象 : グラフィックヒストリー』ニュートンプレス 2020年

## 受賞
- 2001年度 日本気象学会山本-正野論文賞[2]
- 2012年度 日本気象学会学会賞[2]
- 2015年度 日本地球惑星科学連合西田賞[2]
- 2024年（R6）科学技術分野の文部科学大臣表彰（研究部門）
- 2018-2023年度 Highly Cited Researcher by Clarivate Analytics[2]